# Scholieren.com
Scholieren.com is een Nederlandstalige website voor en door Nederlandse en Vlaamse middelbare scholieren. De site staat vooral bekend om de boekverslagen- en werkstukkendatabase, die grotendeels is gevuld met huiswerk ingezonden door Nederlandse en Belgische scholieren. Daarnaast kent Scholieren.com een forum, eindexamen-pagina, studiekeuze-onderdeel en een blog op de voorpagina. De reclameregie op Scholieren.com wordt verzorgd door het Finse mediabedrijf Sanoma.

## Korte geschiedenis
De domeinnaam Scholieren.com werd in 1998 vastgelegd door Jon Geerars. Geerars is nog altijd de eigenaar van de site en houdt kantoor in Utrecht. De site ontstond halverwege de jaren negentig als simpele HTML-pagina met boekverslagen en werkstukken van hemzelf en niet veel later ook van zijn klasgenoten. Geleidelijk aan groeide het aantal bezoekers, dat zelf ook materiaal ging toesturen. Het claimen van de domeinnaam leidde tot een verdere groei van Scholieren.com.
Tijdens de internetzeepbel kreeg Scholieren.com het even benauwd door hard teruglopende advertentie-inkomsten, maar sindsdien groeit de site stabiel. Het bedrijf is enkele malen benaderd voor een overname, maar is nog altijd in handen van de oprichter. Sinds 2009 geeft Scholieren.com jaarlijks een ranglijst uit met de meest populaire boeken onder middelbare scholieren.

## Samenwerkingen
Scholieren.com werkt belangeloos samen met het Nibud. De enquête voor het scholierenonderzoek van 2008-2009 werd grotendeels ingevuld door bezoekers van Scholieren.com. Budgetvoorlichters van het Nibud adviseren bezoekers van het Geld&Recht forum van Scholieren.com over geldzaken.
In de periode 2004-2008 organiseerde Scholieren.com samen met het NCRV-radioprogramma BuZz (later: Bring It On!) jaarlijks zowel een "Docent van het Jaar" als een "Conciërge van het Jaar"-verkiezing.

## Bedrijfsinformatie
Het gelijknamige bedrijf haalt haar inkomsten volledig uit advertentie-inkomsten. Inclusief Geerars zijn er circa 5 parttime medewerkers werkzaam op het hoofdkantoor in Utrecht. Een groep van ruim 40 forumbazen, circa 5 verslagentoevoegers en een groep van 15 webloggers werken voornamelijk van thuis mee aan de site.

## Bezoekersaantallen
In mei 2009 bezochten ruim 1,9 miljoen unieke bezoekers, volgens Google Analytics, de site. Volgens de Stichting Internet Reclame had Scholieren.com in mei 2009 een bereik van 5,4 procent onder de Nederlandse online bevolking van 13 jaar en ouder. De bezoekersaantallen namen vooral in 2006 en 2007 snel toe, maar lijken inmiddels te stabiliseren.
De naamsbekendheid van Scholieren.com onder Nederlandse middelbare scholieren is 85%, onder Vlaamse middelbare scholieren 78%.